# 윤석희
윤석희(1993년 7월 21일 ~ )는 대한민국의 축구 선수이며 포지션은 공격수이다. 2015년 고양 HI FC에 입단했으며 2016년이 끝나자 고양 자이크로가 해체되며 윤석희는 캄보디아 1부리그의 western phnom penh FC에서 활약했다. 그리고 현재는 아이들을 가르치고 있다.